# Карадайы, Мустафа
Мустафа Сали Карадайы (болг. Мустафа Сали Карадайъ, тур. Mustafa Sali Karadayı) — болгарский политик из Движения за права и свободы (ДПС) и его нынешний председатель.

## Биография
Мустафа Карадайы родился 8 мая 1970 в селе Борино в регионе Девинско. Получил высшее экономическое образование в Университете национального и мирового хозяйства, также изучал математику в Софийском университете.
Основатель Академического общества Движения за права и свободы в Софии и член ДПС с мая 1991. Основатель молодёжной организации ДПС и её председатель в течение первых двух сроков (1998—2003). С 1996 по 2002 — сотрудник штаба ДПС. С 1996 по 2001 — преподаватель информатики в Новом болгарском университете. С 2002 по 2010 — заместитель исполнительного директора Агентства постприватизационного контроля. В период с 2001 по 2009 он был членом Центральной избирательной комиссии, а большую часть времени был её секретарём.
С 2010 является оргсекретарём Центрального оперативного бюро (ЦОП) ДПС. С 2013 года является депутатом от ДПС.
Женат, имеет двоих детей.
С 24 декабря 2015 является одним из трёх временных сопредседателей ДПС до IX общенациональной конференции партии, после исключения Лютви Местана.
24 апреля 2016 на IX национальной конференции партии избран председателем ДПС.
12 декабря 2020 был переизбран председателем ДПС на X национальной конференции партии.
7 ноября 2023 года он подал в отставку с поста председателя партии. До проведения следующей Национальной конференции оперативное руководство партией взял на себя почётный председатель партии Ахмед Доган.